# Schönberg im Stubaital
Schönberg im Stubaital är en ort och kommun i distriktet Innsbruck-Land i förbundslandet Tyrolen i Österrike. Kommunen har 1 063 invånare (2024). Den ligger 9 km söder om Tyrolens huvudstad Innsbruck.